# Mogorella
Mogorella (sardinsky: Mogorèdda) je italská obec (comune) v provincii Oristano v regionu Sardinie. Nachází se ve výšce 265 metrů nad mořem a má 408 obyvatel. Rozloha obce je 17,06 km².